# Absenzfilter
Ein Absenzfilter ist eine in der Tonstudiotechnik häufig benutzte Filteranordnung zur Klanggestaltung. Damit werden die Pegel in schmalen Frequenzbändern abgesenkt. Das Gegenstück eines Absenzfilters zur Pegelanhebung von Frequenzbändern heißt Präsenzfilter.
Ein Absenzfilter erzeugt einen nach unten gesenkten, glockenförmigen Frequenzgang, ähnlich einer inversen Resonanzkurve, der eine ganz bestimmte Frequenz f0 unterdrückt. Besonders schmale und steilflankige Absenkkurven werden als Kerb- oder Notch-Filter bezeichnet. 
Zur Einstellung eines Absenzfilters werden benötigt:
- die Mittenfrequenz f0
- der Gain (Verstärkungsfaktor) in dB zur Einstellung der maximalen Absenkung
- die Bandbreite B pro Oktave bzw. der Gütefaktor Q = f0 / B zur Einstellung der Schmalbandigkeit bzw. Flankensteilheit; je geringer die Bandbreite und je höher damit der Gütefaktor (bei konstanter Mittenfrequenz und konstantem Verstärkungsfaktor), desto schmalbandiger das Filter bzw. desto steiler seine Flanken.

Die einzelnen Einsatzpunkte für die Absenkung der gewünschten Frequenz sind in der Regel in kleinen dB-Schritten wählbar.
Gern werden schmalbandige Absenzfilter eingesetzt (großes Q), um auffällige Störungen im hörbaren Frequenzbereich zu beseitigen. Dazu wird erst in Filterstellung „Präsenz“ die Störung genau gesucht und dann auf Absenz umgeschaltet.